# Seznam léčivých rostlin, Z–Ž
Toto je seznam léčivých rostlin, jejichž český název začíná písmeneny Z a Ž.

CELÝ SEZNAM A-B-C-Č-D+Ď-E+F+G-H-Ch+I+J-K-L-M-N+O-P-R+Ř-S+Š-T+U-V+W+Y-Z+Ž

## Z+Ž
| Český název (další českojazyčné a lidové názvy)                                                                                       | Vědecký název                                     | Užívaná část       | Lékopisný název                       | Charakteristika účinků a použití                               | Botanické vyobrazení nebo fotka |
| --- | ------------------------------------------------- | ------------------ | ------------------------------------- | -------------------------------------------------------------- | ------------------------------- |
| Zábělník bahenní (mochna bahenní, pětilístník červený)                                                                                | Potentilla palustris (L.) (Scop.)                 |                    |                                       |                                                                |                                 |
| Zapalice žluťuchovitá (kukovník, stračka)                                                                                             | Isopyrum thalictroides (L.)                       |                    |                                       |                                                                |                                 |
| Záraza obecná (býková bylina, dávibýl, hubihrách, orobaňka, oroběnka)                                                                 | Orobanche caryophyllacea (SM.)                    |                    |                                       |                                                                |                                 |
| Zavrtnutka šarlatová (monarda) | Monarda didyma (L.)                               |                    |                                       |                                                                |                                 |
| Zázvor obecný (ďumbier, ďumbíř bílý, ginger)                                                                                          | Zingiber officinale (Roscoe)                      |                    |                                       |                                                                |                                 |
| Zběhovec plazivý (drábský traňk, raník, svalík)                                                                                       | Ajuga reptans (L.)                                |                    |                                       |                                                                |                                 |
| Zběhovec trojklaný (borovička malá, borynka, bředy, evička, hyva, chrys polní, yva)                                                   | Ajuga chamaepitys (L.) (Schreb.)                  |                    |                                       |                                                                |                                 |
| Zblochan vzplývavý (stéblovka vzplývavá, mana německá/polská)                                                                         | Glyceria fluitans (L.) (R.Br.)                    |                    |                                       |                                                                |                                 |
| Zdrojovka prameništní (kozlík červený, potočka)                                                                                       | Montia rivularis (Gmelin) ?/?Montia aquatica (L.) |                    |                                       |                                                                |                                 |
| Zelenošáchor jedlý (šáchor jedlý, čufa, zemní mandle)                                                                                 | Cyperus esculentus (L.)                           |                    |                                       |                                                                |                                 |
| Zemědým lékařský (aničky, divoká víčka, dejmák, gertrudka, kominka, křepka, ocikávka, očipačka, pásek, pižmo, poln routa, rosica…)    | Fumaria officinalis (L.)                          |                    |                                       |                                                                |                                 |
| Zeměžluč okolíkatá (zeměžluč lékařská, cintorie, čantoryjka, hlistník, hlíštník, hořká bylina, koření tisícizlaté, kyřice, žluč země) | Centaurium erythraea (Rafn.)                      | kvetoucí nať       | Herba centauri                        | vnitřně posilující a povzbuzující prostředek, zevně léčení ran |                                 |
| Zerav západní (cypřiš, peručí, túje západní)                                                                                          | Thuja occidentalis (L.)                           |                    |                                       |                                                                |                                 |
| Zevar vzpřímený (jehličák, ježatá tráva, ježohlav, špargán)                                                                           | Sparganium erectum (L.)                           |                    |                                       |                                                                |                                 |
| Zimolez kozí list (bylina lžiční, grušpan, lesní lilium, psí rybíz, růže z Jericha)                                                   | Lonicera caprifolium (L.)                         |                    |                                       |                                                                |                                 |
| Zimolez obecný | Lonicera xylosteum (L.)                           |                    |                                       |                                                                |                                 |
| Zimostráz vždyzelený (bukšpán, krušpánek, pušpán)                                                                                     | Buxus sempervirens (L.)                           |                    |                                       |                                                                |                                 |
| Zimostrázek horský (střevíčky, vítod žlutý, vítodec)                                                                                  | Polygala alpestris (Reichb.)                      |                    |                                       |                                                                |                                 |
| Zlatice převislá (forsytie, zlatý déšť)                                                                                               | Forsythia suspensa (Thunb.) (Vahl)                |                    |                                       |                                                                |                                 |
| Zlatobýl obecný (celík zlatobýl, zlatobejl, zlatobýlek, svalník)                                                                      | Solidago virgaurea (L.)                           | nať, čerstvé květy | Herba solidaginis, Solidago virgaurea | diuretikum, obnova buněk ledvinové tkáně, zlepšuje prokrvení   |                                 |
| Zlatovlásek obecný (hvězdnice zlatovlásek)                                                                                            | Aster linosyris (L.) (Bernh.)                     |                    |                                       |                                                                |                                 |
| Zlatovous jižní | Chrysopogon gryllus (L.) (Trin.)                  |                    |                                       |                                                                |                                 |
| Zmarlika Jidášova | Cercis siliquastrum (L.)                          |                    |                                       |                                                                |                                 |
| Zrcadlovka obecná (zvonek dlouhoplodý)                                                                                                | Legousia speculum-veneris (L.) (Chaix)            |                    |                                       |                                                                |                                 |
| Zvonečník hlavatý (řepka hlavatá) | Phyteuma orbiculare (L.)                          |                    |                                       |                                                                |                                 |
| Zvonečník klasnatý (řepka klasnatá)                                                                                                   | Phyteuma spicatum (L.)                            |                    |                                       |                                                                |                                 |
| Zvonek kopřivolistý (tenuchovka, zvonek modřenkový)                                                                                   | Campanula trachelium (L.)                         |                    |                                       |                                                                |                                 |
| Zvonek okrasný (nevěsta (bílé květy), ženich (modré květy))                                                                           | Campanula isophylla (Moretti)                     |                    |                                       |                                                                |                                 |
| Zvonek okrouhlolistý (tenuchovka, zvon, zvonec, zvoneček)                                                                             | Campanula rotundifolia (L.)                       |                    |                                       |                                                                |                                 |
| Zvonek řepka (hruštice, rozponka) | Campanula rapunculoides (L.)                      |                    |                                       |                                                                |                                 |
| Zvonovec liliolistý (koflínek, zvonek liliolistý)                                                                                     | Adenophora liliifolia (L.) (Besser)               |                    |                                       |                                                                |                                 |
| Žabník jitrocelový (babka vodní, jitrocel vodní, kačenec, lopatka, lžičky, panská žlice)                                              | Alisma plantago-aquatica (L.)                     |                    |                                       |                                                                |                                 |
| Žanovec měchýřník (česká senna, chcáč, janofit, šošovice ovčí                                                                         | Colutea arborescens (L.)                          |                    |                                       |                                                                |                                 |
| Žebratka bahenní (řebratka, řebříček vodní)                                                                                           | Hottonia palustris (L.)                           |                    |                                       |                                                                |                                 |
| Žebrovice různolistá (různolístek) | Blechnum spicant (L.) (Roth.)                     |                    |                                       |                                                                |                                 |
| Ženšen pravý (všehoj léčivý) | Panax ginseng (L.)                                | všehojový kořen    | Ginseng radix                         |                                                                |                                 |
| Židoviník německý (tamaryšek obecný)                                                                                                  | Myricaria germanica (L.) (Desv.)                  |                    |                                       |                                                                |                                 |
| Žindava evropská | Sanicula europaea (L.)                            |                    |                                       |                                                                |                                 |
| Žito seté (jeřice, rež) | Secale cereale (L.)                               |                    |                                       |                                                                |                                 |
| Žluťucha žlutá (jeřábek luční, routka, rutka)                                                                                         | Thalictrum flavum (L.)                            |                    |                                       |                                                                |                                 |
| Žumara nízká (afrik, rostlinné/africké žíně)                                                                                          | Chamaerops humilis (L.)                           |                    |                                       |                                                                |                                 |